# Tetraplegia
Tetraplegia (z gr. tetra – cztery, plege – cios, rana) – paraliż czterokończynowy. Powstaje na skutek uszkodzenia rdzenia kręgowego w odcinku szyjnym.
Rokowania co do poprawy neurologicznej są praktycznie zerowe. Jak do tej pory, poza eksperymentami na zwierzętach, które dały pozytywne wyniki, nie ma możliwości odtworzenia połączeń nerwowych w tymże odcinku.
Rehabilitacja polega na wykonywaniu ćwiczeń biernych, czynnych wspomaganych czyli z obecnością rehabilitanta, które polegają na zachowaniu zakresów ruchomości w stawach zarówno kończyn górnych, jak i dolnych. Jedynym ćwiczeniem możliwym do wykonania samodzielnego jest ćwiczenie oddechowe, które usprawnia układ oddechowy, zwiększa wydolność płuc, co pozwala na łatwiejsze oddychanie. Dodatkowym atutem może być zmniejszenie ryzyka infekcji dróg oddechowych, jak na przykład zapalenie płuc.